# Södermanlands runinskrifter 37
Södermanlands runinskrifter 37 är en runsten i Trosa-Vagnhärads socken och Trosa kommun i Södermanland. Stenen är av röd granit, 175 cm hög, 55 cm bred och 30-40 cm tjock. Runstenen är troligen funnen öster om vägen vid de nuvarande villatomterna.

## Inskriften
Translitterering av runraden:
hulmstain · auk · uikuþr · þaun · litu · raisa · stain · eftiR · sun · henaR · auk · uihialmr iftiR inkifast ·
Normalisering till runsvenska:
Holmstæinn ok Viguðr þau letu ræisa stæin æftiR sun hennaR ok VihialmR/VighialmR æftiR Ingifast.
Översättning till nusvenska:
Holmsten och Vigunn, de läto resa stenen efter hennes son, och Vihjälm efter Ingefast.